# مزرعه حیاتی
مزرعه حیاتی یک منطقهٔ مسکونی در ایران است که در دهستان خنجشت واقع شده‌است.